# Ходорівська міська територіальна громада
Ходорівська міська територіальна громада — територіальна громада в Україні, в Стрийському районі Львівської області. Адміністративний центр — місто Ходорів.
Площа громади — 333 км², населення — 24 402 мешканці (2021).
Утворена 8 вересня 2015 року шляхом об'єднання Ходорівської міської ради та Бортниківської, Вербицької, Вибранівської, Грусятицької, Дев'ятниківської, Жирівської, Загірочківської, Молодинчецької, Отиневицької, Піддністрянської, Чорноострівської сільських рад Стрийського району.

## Населені пункти
У складі громади 1 місто (Ходорів) та 43 села:
- Березина
- Бориничі
- Бородчиці
- Бортники
- Борусів
- Бринці-Загірні
- Бринці-Церковні
- Буковина
- Вербиця
- Вибранівка
- Вовчатичі
- Голешів
- Голдовичі
- Городище
- Городищенське
- Грусятичі
- Дев'ятники
- Демидів
- Добрівляни
- Дроховичі
- Дуліби
- Жирова
- Загірочко
- Заліски
- Калинівка
- Кам'яне
- Лапшин
- Ліщини
- Лучани
- Молодинче
- Молотів
- Новосільці
- Отиневичі
- Піддністряни
- Підліски
- Рудківці
- Садки
- Сугрів
- Черемхів
- Чижичі
- Чорний Острів
- Юшківці
- Ятвяги

## Інфраструктура
Станом на 2017 року на території Ходорівської ОТГ є розташовані у Ходорові лікарня та станції швидкої допомоги, 3 амбулаторії і поліклініки та 24 ФАПи.
Ходорівська ОТГ має розгалужену мережу освітніх закладів, тут працює 11 шкіл І-ІІІ ступеня, 12 шкіл І-ІІ ступеня, 2 школи І ступеня, 4 дитячих садки 1 заклад позашкільної освіти.
Станом на 2017 рік на території Ходорівської ОТГ працює 67 закладів культури та 1 заклад фізичної культури.
З 1985 року в чемпіонатах Львівської області з футболу грає футбольний клуб «Бори» (Бориничі). Бронзовий призер Прем'єр ліги Львівщини 2015 року.